# Achaia (regionální jednotka)
Achaia (novořecky: Αχαΐα) je moderní řecká regionální jednotka, nacházející se na severozápadě poloostrova Peloponés a náležející ke kraji Západní Řecko. Je vymezena podobně jako stejnojmenné historické území. Má rozlohu 3272 km². V roce 2011 v Achaii žilo 309 694 obyvatel. Ve 20. století se mnozí obyvatelé Achaie vystěhovali za lepším životem do nedalekých Atén. Hlavním městem je Patra. Druhým největším městem je Aigio. Z přímořského města Rio vede most Charilaos Trikoupisa, který spojuje Peloponés s městem Antirio v Akarnánií.

## Správní členění
Regionální jednotka Achaia se od 1. ledna 2011 člení na 5 obcí:

Obce v regionální jednotce Achaii

| číslo na mapce | Obec           | řecky                | rozloha (km²) | počet obyvatel | hustota zalidnění | sídlo obce   |
| -------------- | -------------- | -------------------- | ------------- | -------------- | ----------------- | ------------ |
| 1              | Patras         | Δήμος Πατρέων        | 333,14        | 213 984        | 642,32            | Patras       |
| 2              | Aigialeia      | Δήμος Αιγιαλείας     | 729,42        | 49 872         | 68,37             | Aigio        |
| 3              | Západní Achaia | Δήμος Δυτικής Αχαΐας | 572,22        | 25 916         | 45,29             | Kato Achaia  |
| 4              | Erymanthos     | Δήμος Ερυμάνθου      | 582,93        | 8 877          | 15,23             | Chalandritsa |
| 5              | Kalavryta      | Δήμος Καλαβρύτων     | 1 065,50      | 11 045         | 10,37             | Kalavryta    |